# Douglas Hofstadter
Douglas Richard Hofstadter (n. 15 februarie 1945, New York City, New York, SUA) este un fizician și informatician american, profesor de științe cognitive la Indiana University. Cercetările sale au ca obiect relația individului cu lumea exterioară, conștiința, crearea analogiilor, creația artistică, traducerea literară, descoperirile în matematică și fizică. Cartea sa Gödel, Escher, Bach: an Eternal Golden Braid (în română Gödel, Escher, Bach: o eternă ghirlandă strălucitoare), publicată în 1979, a fost distinsă cu Premiul Pulitzer.